# Association amicale de la jeunesse blésoise
Pour les articles homonymes, voir Blois (homonymie) et AAJ.
Maillots
L'Association Amicale Jeunesse blésoise (AAJB, prononcé : [a.ʒi.be]) est un club omnisports français situé à Blois (Loir-et-Cher) et fondé en 1912. En 1999, la section football fusionne avec la section football de l'US Blois pour donner le Blois Football 41. Cet article ne traite que de cette section football.
L'AAJB n'a jamais le statut professionnel durant son histoire mais évolue neuf saisons (1970-1975 et 1978-1982) en Division 2. Le club bâti en 1912 participe d'abord à la Division d'honneur jusqu'en 1955 avant d'intégrer le CFA pendant quinze saisons. Jusqu'en 1984, le club évolue au fil des saisons entre la deuxième et troisième division. L'équipe fanion connaît ensuite plusieurs relégations et se retrouve au second échelon régional de la Ligue du Centre-Val de Loire (DHR) en 1999.

## Historique

### Genèse (1912-1930)
L'Association Amicale de la Jeunesse blésoise est fondée en 1912, dans un contexte favorable aux associations éducatives et sportives. L'entité se fait d'abord connaître par le rugby. En 1916, quelques non-mobilisés pour la Première Guerre mondiale et des jeunes constituent la première équipe de football. L'Athlétique est alors un club rival, les deux clubs ont leur terrain de chaque côté de la même rue menant à la ville de Saint-Gervais-la-Forêt. Les joueurs se changent alors dans un café et y rangent tout le matériel d'entraînement. L'AAJB qui ne dispute alors que des matchs amicaux.
En 1919, avec le retour des soldats, le club s'affilie à la Fédération française de football sous le numéro 146. L'équipe débute en Championnat de Touraine, qui correspond à l'actuelle Ligue du Centre-Val de Loire. Elle est opposée à plusieurs clubs de Tours, d'Orléans mais aussi Chartres et Bourges.

### Parmi les meilleurs de DH (1930-1945)
En 1930, le club remporte son premier titre : celui de champion de Touraine. Deux ans plus tard, sous l'impulsion de son capitaine Marc Peigné et dans son nouveau stade de Vienne, le club réédite sa performance. Il peut cette fois accéder à la nouvelle Division d'honneur de la Ligue du Centre.
Lors de la saison 1932-1933, l'AAJB football remporte pour la première fois le championnat de DH Centre. Il ne peut cependant pas monter en division supérieure, un échelon national amateur n'existant pas encore. Jusqu'en 1939, l'équipe continue de figurer parmi l'élite du football régional.
Malgré la Seconde Guerre mondiale et le départ de nombreux joueurs, l'AAJB continue son parcours sous l'impulsion de Gilbert Vieuxbled, ex-dirigeant du Red Star. Le W-M appliqué permet à l'AAJ Blois de se hisser jusqu'en finale de la Coupe du Centre 1941-1942. Opposé à La Roche-Rigault, le club blésois s'incline 2-1 après prolongations.

### Après-guerre dans l'élite régional (1945-1955)
Après la Seconde Guerre mondiale, l'AAJB connaît différents entraîneur et poursuit son chemin en Division d’honneur. Après deux troisième places en 1946 et 1947 sous les ordres de François Wagenhoffer, l'équipe rentre dans le ventre mou du championnat pendant quatre saisons (9e puis 6e, 5e et à nouveau 6e). Pour cette dernière saison 1950-1951, René Bihel arrive comme entraîneur-joueur. En 1951, le club compte sept équipes et est l'une des principales sociétés de la Ligue du Centre. Lors de la saison 1952-1953, l'équipe se hisse jusqu'en finale de la Coupe du Centre où elle perd face à l'Arago Orléans (2-1).
Après trois 3e place consécutives sous les ordres de Bihel puis Renard, l'AJJB remporte le championnat régional en 1955 avec le retour du premier sur le banc ajibiste. Le club, premier ex æquo avec l'ASJ Châteaudun, est sacré champion grâce à une meilleure différence de but. En fin de saison, l'équipe remporte aussi la Coupe du Centre, réalisant le doublé, contre l'OC Orléans (2-0).

### Quinze ans en CFA (1955-1970)
Pour sa première saison en CFA, l'AAJ Blois se maintient à trente minutes de la fin du dernier match contre Quimper. Si en championnat, la saison est compliquée, l'équipe réalise un bon parcours en Coupe de France. Le groupe de Bihel se hisse jusqu'en seizième-de-finale après avoir éliminé le FC Nantes au tour précédent. Le 8 janvier 1955 à Blois, devant une affluence considérable, les professionnels nantais sont vaincus par 3 buts à 2 après prolongation, notamment grâce à un doublé de Bihel. En 16e, au Mans contre Angers, alors l'un des meilleurs clubs de seconde division, les Ajibistes s'inclinent (6-3).
À l'été 1956, Louis Gabrillargues prend le relai de Bihel sur le banc ajibiste. Comme la première, cette saison 1956-1957 voie l'équipe se maintenir lors du dernier match, contre La Berrichonne de Châteauroux. S'enrichissant au cours des ans de nouveaux éléments, l'équipe se hisse au niveau des meilleures, terminant septième en 1958.
La saison 1959-1960, de retour dans la poule Ouest après un passage d'un an au Nord, le club blésois connaît à nouveau un 16e-de-finale en Coupe de France mais s'incline face au Stade français (6-1). Cela avant d'obtenir la troisième place de sa poule de CFA 1960-1961. La saison suivante est semblable : l'équipe joue les premiers rôles jusqu’à la moitié de la compétition mais, après une fin de la saison moins brillante, termine troisième ex æquo (quatrième à la différence de but). Derrière l'Arago en championnat, les joueurs le battent en finale de Coupe du Centre (2-0),.
Eduardo Di Loreto prend l'équipe en 1963 mais est qualifié tardivement. Une fois à la tête de l'équipe, celle-ci améliore ses résultats et obtient une cinquième place finale. Di Loreto ne pouvant rester, Karel Michlowski obtient des résultats encore meilleurs avec le renfort de joueurs comme Julien Buge. La première année se termine en deuxième position. Placé dans le groupe Centre en 1965-1966, l'équipe doit à nouveau attendre la dernière journée du championnat pour assurer son maintien. À cette période, les jeunes Menoury, Peigné et Boussa renforcent le groupe.
À l'été 1966, Joseph Donnard arrive au club et est nommé entraîneur-joueur. Sa première saison est un succès avec une quatrième place finale après avoir longtemps lutté pour la première place avec Laval. Après une saison 1967-1978 de transition au sein de l'effectif, l'équipe termine second ex æquo, battus à la différence de buts. Au cours de la saison 1969-1970, l'AAJB coince en demi-finale du championnat de France amateur. Un parcours qui lui assure cependant la montée après avoir conquis le titre dans son groupe Ouest devant La Berrichonne de Châteauroux et le Stade brestois,, bien que les trois équipes montent.

### Deux périodes en D2 (1970-1982)
Dans la foulée de leur exploit, les hommes dirigés par Roger Meerseman et son adjoint Yves Moknachi fêtent l'ascension par une épopée en Coupe de France. L'équipe atteint les quarts-de-finale, sorti par l'Olympique de Marseille. Une victoire sans appel pour les Marseillais, 13-3 au total des deux matches, dont un 9-1 au stade Vélodrome. En championnat, l'équipe du Loir-et-Cher assure son maintien durant trois ans. René Ferrier est recruté à l'été 1973 et l'équipe se sauve de justesse (14e sur 18) sans toutefois avoir été relégable. Si le contrat est rempli (le maintien), l’expérience n'est pas renouvelée et Jean-Louis Coustillet prend la relève. Les Blésois finissent avant-dernier du groupe B en 1974-75, impliquant un retour à l'échelon inférieur.
Il retrouve le CFA et le groupe Centre-Ouest pendant trois saisons conclues par deux troisièmes places puis un second titre de champion de D3 en 1977-1978, avec José Lopez à la tête de l'équipe en tant qu'entraineur-joueur.
Le nouveau promu signe son retour en D2 avec l'arrivée d'un jeune entraîneur-joueur, Robert Dewilder. L'exercice 1978-1979 est éprouvant avec une bataille toute la saison pour ne pas finir dans les trois derniers et une place finale de quinzième, sept points devant le premier relégable. Dewilder raccroche alors les crampons et se cantonne à son rôle sur le banc. Pour sa première année uniquement en tant qu'entraîneur, Robert et Blois avec Frédéric Dobraje dans les buts luttent encore pour ne pas descendre à l'échelon inférieur et se sauvent en finissant à la treizième place avec seulement quatre points qui les séparent du premier relégable. Même avec l'expérimenté Alain Merchadier, la saison 1980-1981 est tout aussi difficile et voit Dewilder et sa troupe finir douzième assurant son maintien grâce à trois petits points d'avance sur la zone rouge. À l'été 1981, le Franco-Argentin Pancho Gonzalès devient le nouvel entraîneur de l'Amicale. L'AAJB termine cette saison 1981-1982 à la dernière place du classement avec seulement six victoires au compteur et quitte pour la dernière fois la deuxième division, n'ayant pu s'adapter au jeu voulu par l'entraîneur,.

### Chute en Division d'Honneur (1982-1990)
En D3, le budget est revu à la baisse. L'entraîneur est débarqué et le capitaine espagnol Antonio Lorenzo devient entraîneur-joueur à 30 ans. À la suite de ce retour en Division 3 bon nombre de joueurs quittent le club, parmi eux : Denis Goavec, Francis Tisiot ou encore le malien Moussa Traoré. L'espagnol Antonio Lorenzo prend la gestion de l'équipe qui, démobilisée, évolue dans le groupe Centre-Ouest et se maintient difficilement la première saison. Avant d'être relégué lors de l'exercice 1983-1984. Lopez quitte alors ses fonctions.
Les blésois découvrent la Division 4 et, après deux saisons de sursis à finir premier non-relégable de leur groupe, l'AAJB retourne au niveau régional à l'issue de l'exercice 1986-1987.
L'AAJ est de retour en Division d'Honneur 33 ans après, et les rouge et jaune finissent à la 6e place, en milieu de tableau, sous les ordres de Mohamed Lekkak. L'exercice suivant voit une re-mobilisation autour du club et une place de vice-champion à la clé. La récompense vient en 1989-1990 avec un second titre régional pour l'AAJ Blois et un retour en D4.

### Remontée et descente en DHR (1990-1999)
L'AAJB se voie refuser la montée dès la première saison au profit de l’Amicale de Lucé à cause de la différence de but (+11 contre +14). Norbert Boucq prend ensuite la gestion de l'équipe. S'ensuivent trois saisons sans saveurs se terminant dans la première partie de tableau (7e, 5e et 6e) à dix points de la montée chaque année.
En 1993, Blois intègre le nouveau National 3, qui correspond à une descente de quatrième à cinquième division. En N3, l'équipe est dans la continuité des exercices précédents avec une place en milieu de tableau à 10 points de la montée. Le club blésois termine la saison 1994-1995 de N3 avant dernier et retourne en DH Centre.
Dirigée par Alain Larvaron lors de la première saison, celle-ci se termine sur une 3e place. La suivante, par une 2e position mais seul le champion est promu. La suite est moins glorieuse avec une 10e place en 1997-1998 puis une 13e position synonyme de relégation en DHR (2nd échelon régional), plus bas niveau jamais atteint, en 1999.

### Fusion AAJ et US Blois (1999)
| AAJ Blois (1912-1999) | AAJ Blois (1912-1999) | AAJ Blois (1912-1999) | AAJ Blois (1912-1999) | AAJ Blois (1912-1999)           | AAJ Blois (1912-1999) |  |  | Blois US (1984-1999) | Blois US (1984-1999) | Blois US (1984-1999) | Blois US (1984-1999) | Blois US (1984-1999) | Blois US (1984-1999) |  |  |  |  |  |  |  |  |  |  |  |  |
| AAJ Blois (1912-1999) | AAJ Blois (1912-1999) | AAJ Blois (1912-1999) | AAJ Blois (1912-1999) | AAJ Blois (1912-1999)           | AAJ Blois (1912-1999) |  |  | Blois US (1984-1999) | Blois US (1984-1999) | Blois US (1984-1999) | Blois US (1984-1999) | Blois US (1984-1999) | Blois US (1984-1999) |  |  |  |  |  |  |  |  |  |  |  |  |
|                       |                       |                       |                       |                                 |                       |  |  |                      |                      |                      |                      |                      |                      |  |  |  |  |  |  |  |  |  |  |  |  |
|                       |                       |                       |                       | Blois Football 41 (depuis 1999) |                       |  |  |                      |                      |                      |                      |                      |                      |  |  |  |  |  |  |  |  |  |  |  |  |

En 1984, l'Union sportive de Blois est fondée par d'anciens joueurs de l'AAJB devenus éducateurs d'équipes de jeunes. Alain Charlot, Jean-Pierre Dulac, Alain Fontaine et Jean Gautier et de nombreux licenciés rejoignent le nouveau club. « Sur dix joueurs de l'AAJB, sept faisaient le choix de venir avec nous. En quinze ans, on est parti du plus bas échelon départemental pour arriver au plus haut niveau régional. On a même été élu meilleur club régional de jeunes plusieurs fois » déclare Charlot. L'US Blois remporte la 1re division du Loir-et-Cher en 1993 mais n'atteint jamais la Division d'Honneur en quinze ans d'existence.
Les deux clubs de la ville fusionne à la suite de la descente en Division d'Honneur Régionale de l'AAJ afin de rassembler les forces de la ville pour faire remonter un club en division nationale. Le Blois Football 41 naît le 22 juin 1999. Il quitte le giron de l'AAJ mais en garde les couleurs et prend la continuité sportive de l'AAJB. Le BUS est radié de la FFF le 23 juillet 1999.

## Palmarès

### Titres et trophées
L'AAJ Blois remporte d'abord des trophées au niveau régional avec des sacres en Division d'Honneur et Coupe du Centre. En 1955, elle réalise le doublé coupe-championnat. Monté en CFA à la suite de celui-ci, l'AAJB ne remporte qu'une fois son groupe en 1970. En 1978, elle remporte aussi le groupe Centre-Ouest de Division 3.
| Compétitions nationales | Compétitions régionales |
| --- | --- |
| - CFA - Champion du groupe Ouest : 1970 - Vice-champion du groupe Ouest : 1965 - Division 3 - Champion du groupe Centre-Ouest : 1978 - Coupe de France - Meilleur résultat : quart de finaliste en 1971 | - Division d'Honneur (3) - Champion : 1933, 1955 et 1990 - Vice-champion : 1989 et 1997 - Coupe du Centre (2) - Vainqueur : 1955 et 1962 - Finaliste : 1942, 1953 et 1959 - 1re division du Loir-et-Cher - Champion : 1991 rés. |

### Bilan sportif

#### Championnats
L'AAJ Blois dispute trente-sept saisons au niveau national. Elle connaît l'essentiel de ses saisons en troisième division française. Il s'agit du seul échelon où le club possède un bilan positif au point de vue victoires/défaites (219 contre 173) mais aussi quant à la différence de but (+34).
En Division 2, Blois connaît près de deux fois plus d'échecs que de succès (79 contre 135). En D4 et D5, le bilan est presque à l'équilibre (52-58 et 16-21).
| Championnat              | Saisons | Titres | 1er de poule | J     | V        | N        | D        | Bp    | Bc    | Diff |
| ------------------------ | ------- | ------ | ------------ | ----- | -------- | -------- | -------- | ----- | ----- | ---- |
| Championnat de France    | 0       | -      | -            | -     | -        | -        | -        | -     | -     | -    |
| Championnat de France D2 | 9       | 0      | 0            | 296   | 79       | 82       | 135      | 307   | 457   | -150 |
| Championnat de France D3 | 20      | 0      | 2            | 516   | 219      | 124      | 173      | 710   | 676   | +34  |
| CFA (1955-1970)          | 15      | 0      | 1            | 366   | 155      | 86       | 125      | 520   | 509   | +11  |
| Division 3 (1975-1984)   | 5       | 0      | 1            | 150   | 64       | 38       | 48       | 190   | 167   | +23  |
| Championnat de France D4 | 6       | 0      | 0            | 156   | 52       | 46       | 58       | 161   | 170   | -9   |
| National 3 (D5)          | 2       | 0      | 0            | 52    | 16       | 15       | 21       | 56    | 73    | -17  |
| Total                    | 37      | 0      | 2            | 1 020 | 366 36 % | 267 26 % | 387 38 % | 1 234 | 1 376 | -142 |

#### Coupe de France

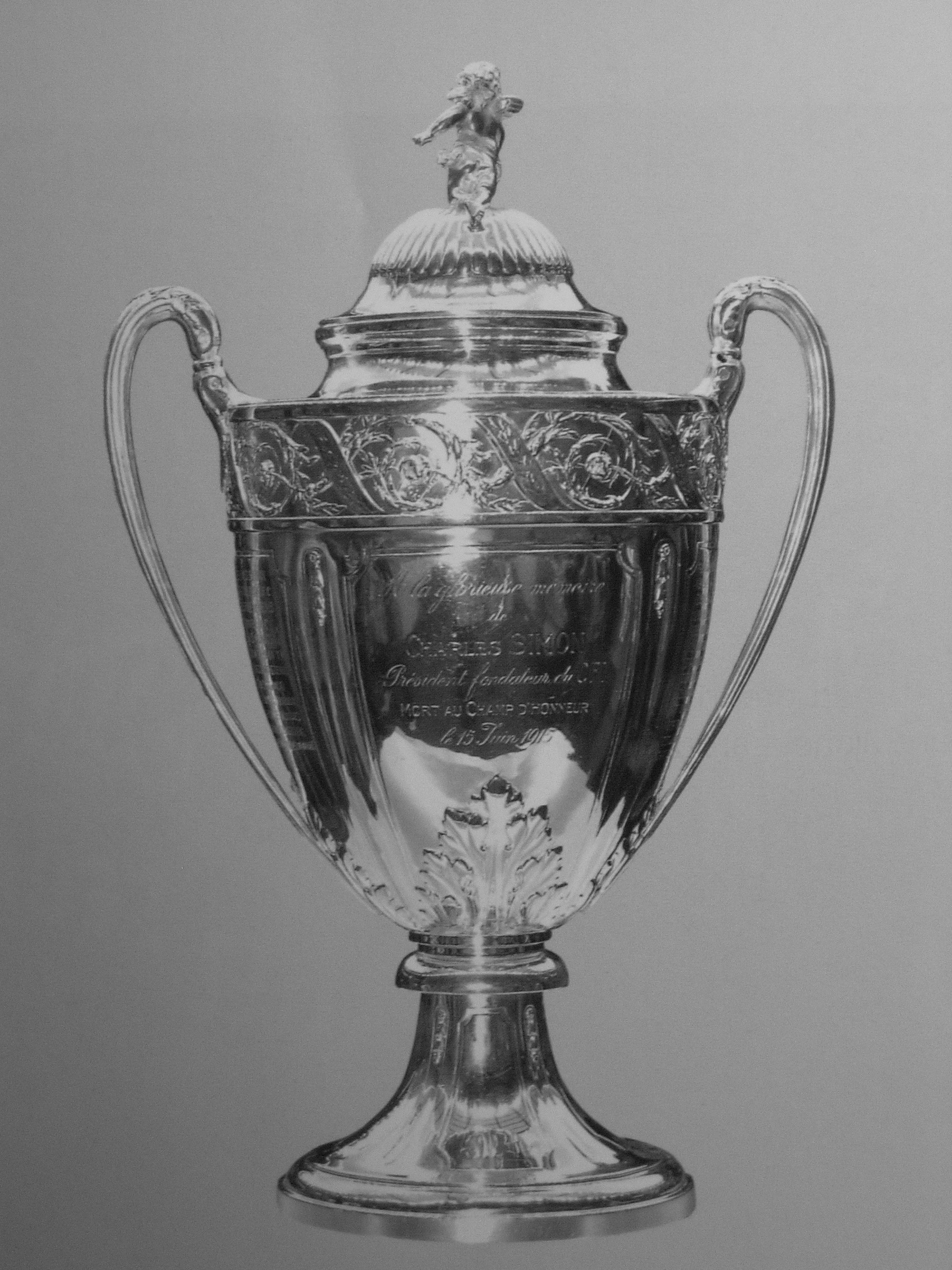
Trophée de la Coupe de France

L'AAJ Blois participe à la Coupe de France, créée en 1917 et organisée par la Fédération française de football. Sa meilleure performance est un quart-de-finale en 1971 face au FC Nantes.
| Coupe           | V | F | 1/2 | 1/4 | 1/8 | 1/16 | 1/32 |
| --------------- | - | - | --- | --- | --- | ---- | ---- |
| Coupe de France | - | - | -   | 1   | -   | 4    | 6    |

## Structures et identité

### Nom et couleurs
Dès sa création, le club omnisports se nomme « Association Amicale de la Jeunesse ». Il y est ajouté le nom de la ville en tant que nom ou adjectif avec si besoin le sport correspondant à la section de l'AAJB correspondante.
Historiquement, l'AAJ Blois football évolue en rouge. Le maillot est chaque saison de cette couleur avec les différents détails blancs (cols, bandes sur les manches, sponsors...). Le short et les chaussettes varient entre ces deux couleurs,.
Le sponsor le plus célèbre du club est Télé Poche, qui s'affiche sur la face des maillots durant les années en seconde division,.
| Premier maillot dans les années 1930 |  | Maillot domicile du doublé de 1955 |  | Maillot-type des années en seconde division |

### Stades

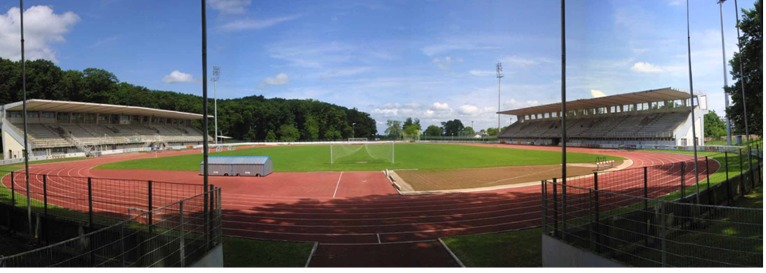
Le stade des Allées dans sa configuration actuelle.

Le premier terrain utilisé par l'AAJB football dans les années 1910 se situe dans les prés de Saint-Gervais-la-Forêt. Dans les années 1920, le club obtient le droit d'utiliser le Champ de Mars. En 1930, le président Raymond Etellin et le dirigeant M. Charbonnier achètent, au nom du club, un champ d'asperges au maire de Vineuil qui devient plus tard le stade de Vienne à son inauguration l'année suivante,, allée des Pingres, dans le faubourg de Vienne, sur la commune de Saint-Gervais. Lors de la saison 1969-1970, les neuf équipes du club évoluent sur ces deux terrains et des installations n'ayant pas évoluées depuis leur construction.
Dans les années 1970, le stade des Allées est construit avec sa piste d'athlétisme autour et l'équipe s'y installe pour ces matchs de seconde division.

## Personnalités

### Dirigeants
| Rang | Nom             | Période     |
| ---- | --------------- | ----------- |
| 1    | Raymond Etellin |             |
| 2    | Gangneux        |             |
| 3    | Haw             | 19??-1959   |
| 4    | Mastias         | 1951-1959   |
| 5    | Bloch           | 1959-1967   |
| 6    | Bidard          | 1967-19??   |
| 7    | Paul Gugnon     | 19??-1973   |
| 8    | Rouleux         | 1973-19??   |
| 9    | Valéry          | ?           |
| 10   | Larbi Boussa    | années 1990 |

Raymond Etellin est le premier dirigeant et directeur sportif de la section football de l'AAJB. Pour la saison 1969-1970, il devient président de la Ligue du Centre de football. Gangneux et Haw lui succèdent par la suite. En 1951, Haw se retire en restant proche du club et Mastias prend la main durant huit années et la montée en CFA. En 1959, alors que le club se stabilise dans l'élite amateur, Bloch le remplace. Après sept années, il cède sa place de président de la Commission Football à Maître Bidard.
Lors des saisons 1971-1972 et 1972-1973, le président est Paul Gugnon. Il laisse le fauteuil à Rouleux l'année suivante.
Pour le retour en D2 en 1977-1978, Valéry est le président.
Larbi Boussa est président de l’AAJ Blois pendant quelques saisons au début des années 1990.

### Entraîneurs
Malgré la Seconde Guerre mondiale, l'AAJB continue son parcours sous l'impulsion de Gilbert Vieuxbled, ex-dirigeant du Red Star. Entre 1942 et 1944, Robert Mercier dirige l'équipe fanion. Après le conflit, François Wagenhoffer la prend en main avant que la direction technique du club soit confiée à un ex-international : Robert Accard, puis à René Pavot et l'AAJB poursuit son chemin en Division d’honneur. En 1951, le président Haw nomme René Bihel pour prendre la direction et l'entraînement de l’équipe, Bihel qui vient de gagner la Coupe de France avec le RC Strasbourg. Lors de la saison 1953-1954, Bihel prend l'équipe de son ancien club du Havre en main. Il n'y reste qu'une année avant de revenir à l'AAJB, il est en ce temps remplacé par André Renard. Ayant mené à bien la mission qu'il s'était fixée, Bihel passe le flambeau à un autre international : Louis Gabrillargues. Celui-ci mène à nouveau le club en 16e de finale de Coupe de France et à deux 3e place en CFA. Quittant la place pour un nouveau poste, Eduardo Di Loreto est contacté par Bihel et son réseau havrais. Après une bonne saison, Di Loreto retourne dans son Argentine natale et Karel Michlowski prend la continuité avec des résultats encore meilleurs et une seconde place en 1964-1965. Sa seconde saison est moins en réussite avec une dixième place finale.
La direction du club cherche alors, pour donner une vitalité nouvelle à l’équipe, à prendre un entraîneur-joueur pour avoir un homme sur le terrain capable de commander et de diriger ses équipiers. Joseph Donnard est choisi pour ce poste. Sous ses ordres, l'équipe décroche la quatrième place la première année avant d'intégrer des jeunes à l'équipe pour une saison 1967-1968 de transition. L'année suivante, l'équipe est second ex æquo avant de décrocher enfin la montée en seconde division en 1970. En D2, la gestion du groupe est donnée à Roger Meerseman. Pour sa première saison sur le banc, il emmène l'équipe jusqu'en quart-de-finale de Coupe de France et la maintient plus ou moins difficilement durant trois saisons. En 1973, le club fait appel à René Ferrier à la suite du départ de son prédécesseur. En 1974-1975, l'équipe fanion est dirigée par Jean-Louis Coustillet et ne peut éviter la descente en 3e division. C’est Yves Moknachi qui prend les rênes avec deux troisième places. José Lopez dirige l'équipe lors de l'exercice 1977-1978, qui remonte dans la foulée pour demeurer 4 ans en 2e division.
Une fois la remontée en D2 acquise, Robert Dewilder arrive comme entraîneur-joueur. Il dispute 31 rencontres pour un but mais l'équipe lutte toute la saison pour se maintenir. À la fin de ce premier exercice, Dewilder raccroche les crampons et se cantonne à son rôle sur le banc. Les deux années suivantes sont similaires avec une lutte tout le long de chaque exercice contre la relégation. À la fin de la saison 1980-1981, il quitte Blois pour s'engager avec Limoges,. L'Argentin Pancho Gonzales est nommé sur le banc blésois et est un adepte du jeu court, un technicien. Contrairement à Dewilder, il n'est pas un spécialiste de la préparation physique. Or à Blois à cette époque, le niveau technique des joueurs est assez faible. L'équipe ne réussit pas à se maintenir. En D3, le budget est revu à la baisse, le club se sépare de Pancho et le capitaine Antonio Lorenzo devient entraîneur-joueur à 30 ans.
En 1987, Mohamed Lekkak s'engage avec l'AAJB, alors en Division d'Honneur, pour un contrat de quatre années et un départ après une remontée en Division 4. Norbert Boucq assure la suite en D4 puis N3 jusqu'à la relégation en 1995 et le retour en DH sous la direction d'Alain Larvaron.
| Période   | Nom                  |
| --------- | -------------------- |
| 1912-1942 | n.c.                 |
| 19??-1942 | Gilbert Vieuxbled    |
| 1942-1944 | Robert Mercier       |
| 1945-1947 | François Wagenhoffer |
| 1947-1949 | Robert Accard        |
| 1949-1950 | René Pavot           |
| 1951-1953 | René Bihel (EJ)      |
| 1953-1954 | André Renard         |
| 1954-1956 | René Bihel (EJ)      |

| Période   | Nom                   |
| --------- | --------------------- |
| 1956-1963 | Louis Gabrillargues   |
| 1963-1964 | Eduardo Di Loreto     |
| 1964-1966 | Karel Michlowski      |
| 1966-1970 | Joseph Donnard (EJ)   |
| 1970-1973 | Roger Meerseman       |
| 1973-1974 | René Ferrier          |
| 1974-1975 | Jean-Louis Coustillet |
| 1975-1977 | Yves Moknachi         |
| 1977-1978 | José Lopez            |

| Période   | Nom                  |
| --------- | -------------------- |
| 1978-1981 | Robert Dewilder      |
| 1981-1982 | Pancho Gonzales      |
| 1982-1984 | Antonio Lorenzo (EJ) |
| 1984-1987 | n.c.                 |
| 1987-1991 | Mohamed Lekkak       |
| 1991-1995 | Norbert Boucq        |
| 1995-1996 | Alain Larvaron       |
| 1996-1999 | n.c.                 |

### Joueurs emblématiques
| Rang | Nom                  | NS | Passage         |
| ---- | -------------------- | -- | --------------- |
| 1    | Jacques Menoury      | 16 | 1965-1981       |
| 2    | Jean-Marc Pernom     | 11 | 1972-1983       |
| 3    | Jean-Pierre Maillard | 10 | 1958-1968       |
| -    | Antonio Lorenzo      | 10 | 1974-1984       |
| 5    | Larbi Boussa         | 9  | 1965-1974       |
| 6    | Jean-Claude Peigné   | 8  | 1964-1972       |
| -    | Joël Sausset         | 8  | 1968-1976       |
| -    | Michel Barina        | 8  | 1972-1980       |
| 9    | Claude Panot         | 7  | 1959-1966       |
| -    | Bako Touré           | 7  | 1968-1975       |
| -    | Mahamadou Traoré     | 7  | 1969-1976       |
| -    | Gérard Guégan        | 7  | 1974-80 & 83-84 |
| -    | Therrey MacGuiness   | 7  | 1975-1982       |

Marc Peigné est un des premiers joueurs emblématiques du club. Capitaine des années en DH Centre, il est international militaire et le meilleur buteur de l'AAJB. En 1951, René Bihel arrive dans ce club du Loir-et-Cher. Venant de remporter la Coupe de France avec le RC Strasbourg, il vient comme entraîneur-joueur pour prendre la direction et l'entraînement de l’équipe. Avant-centre en fin de carrière, il permet à Blois de monter en CFA et marque lors des matchs importants comme l'élimination du FC Nantes en Coupe de France 1955-1956 (3-2). Il a 39 ans en 1956 et il est à la fois l'entraîneur et le buteur de l'AAJB.
Alain Charlot commence le football à l'âge de 13 ans à l'AAJ Blois, en 1948. En juniors, il joue une saison en DH puis l'équipe monte en CFA où il évolue toujours par la suite jusqu'à ce qu'il dépasse la trentaine. Il intègre alors la première équipe réserve, puis la deuxième et joue jusqu'à quarante ans. Par la suite, il devient éducateur auprès des équipes jeunes et, en conflit avec la direction de l'AAJB, créé le Blois US en 1984.
Havrais d’origine, Jean-Pierre Maillard atterrit à Blois en 1958 pour effectuer son service national au 5e régiment d’infanterie. Très vite, il signe à l’AAJB où il forme une paire redoutable de milieux de terrain avec son compère Jacques Colette. L’équipe évolue à l’époque en CFA. En 1961, le club termine à la 3e place du championnat et effectue un beau parcours en Coupe de France avec un 16e de finale. L’année suivante, il remporte la Coupe du Centre. Maillard se distingue tellement qu’à onze reprises, il porte le maillot de l’équipe de France amateur avec laquelle il dispute en 1963 la dernière édition des Jeux de l’Amitié à Dakar. Ses partenaires ont notamment pour nom Lemerre, Couécou et Budzynski. En 1968, il prend du recul pour devenir directeur sportif et entraîneur de l’équipe réserve. Professionnellement, Jean-Pierre Maillard travaille au Crédit agricole de Mer qu’il quitte avec le statut de directeur. Il est considéré comme l’un des plus grands footballeurs à avoir porté le maillot blésois, ayant sa place dans le top 5 de l’histoire de l’AAJB à côté de Bako Touré, Gondet, Sbaïz et Bihel. « C’était un talent incroyable, témoigne Jacky Gourault, vice-président du Blois Foot 41 qui a joué à ses côtés, à son décès fin 2017. Techniquement, il était d’une adresse formidable. Il aurait mérité de faire une carrière professionnelle ».
À partir du milieu des années 1960, des joueurs qui passeront toutes ou une grande partie de leur carrière au club arrive en équipe première. Jean-Claude Peigné, gardien de but des premières années en D2, et Jacques Menoury sont de ceux-ci. Menoury est « sollicité par Lens, Valenciennes et le Stade Français, mais c'est à Blois que je voulais jouer. » Il débute à 14 ans et demi comme cadet surclassé, et réalise son dernier match à l'âge de 32 ans. Larbi Boussa passe neuf saisons au nord de la Loire et partira après quatre saisons vécues en seconde division. Yves Moknachi vient y terminer sa carrière avant de devenir adjoint de Roger Meerseman puis de revenir diriger l'équipe au milieu des années 1970. En 1966, Joseph Donnard arrive comme entraîneur-joueur avant de ne conserver que sa place sur le banc deux ans plus tard. En 1968, Bako Touré vient se poser à Blois après plusieurs clubs visités. Il apporte son expérience de la D1 et contribue à la monter dans l'antichambre de l'élite français. Mahamadou Traoré arrive alors du Mali pour connaître la D2. Joël Sausset intègre l'équipe première, la seule qu'il connaîtra, à la même période.
Formé à l'AS Saint-Étienne, Jean-Marc Pernom arrive en 1972 et reste toute sa carrière à l'AAJB. Il est l'un des joueurs portant le plus le maillot blésois et connaît toutes les saisons du club en deuxième division. Michel Barina est le gardien de but en D2, il reste au club durant huit saisons. Antonio Lorenzo arrive aussi, devient capitaine et reste jusqu'au retour en D3 où il devient entraîneur-joueur durant deux saisons. Comme l'Espagnol, Gérard Guégan arrive en 1974 et passe dix saisons à Blois. L'année suivante, l'Anglais Thierry MacGuiness apporte son talent durant sept exercices.
En 1995, José Touré, fils de Bako et international français, revient jouer au club où il a passé une saison en tant que jeune (1971-1972). Il est alors au crépuscule de sa carrière et, après s'être remis au niveau physiquement avec l'équipe réserve dirigée par Antonio Lorenzo, ne dispute que deux matchs avec l'équipe première,.
| \| Deniort Klein Fischer Bigot Aldana Laubeau Delfontaine Duplaix Davanne Bihel Charlot \| L'équipe éliminant le FC Nantes en Coupe de France 1956,. |
| Deniort Klein Fischer Bigot Aldana Laubeau Delfontaine Duplaix Davanne Bihel Charlot                                                                 |

| Deniort Klein Fischer Bigot Aldana Laubeau Delfontaine Duplaix Davanne Bihel Charlot |

| \| Peigné Chenu Traoré Sausset Sbaïz Chevat Collin Da Silva Touré Gassert Piat \| Première équipe du club en D2 lors de la saison 1970-1971. |
| Peigné Chenu Traoré Sausset Sbaïz Chevat Collin Da Silva Touré Gassert Piat                                                                  |

| Peigné Chenu Traoré Sausset Sbaïz Chevat Collin Da Silva Touré Gassert Piat |

| \| Tisiot Cosson Pernom Lorenzo Zaïdi Devin Goavec Janik Ben Mohamedi Jouanneau Traoré \| Dernière équipe du club en D2 lors de la saison 1981-1982. |
| Tisiot Cosson Pernom Lorenzo Zaïdi Devin Goavec Janik Ben Mohamedi Jouanneau Traoré                                                                  |

| Tisiot Cosson Pernom Lorenzo Zaïdi Devin Goavec Janik Ben Mohamedi Jouanneau Traoré |

### Joueurs formés au club

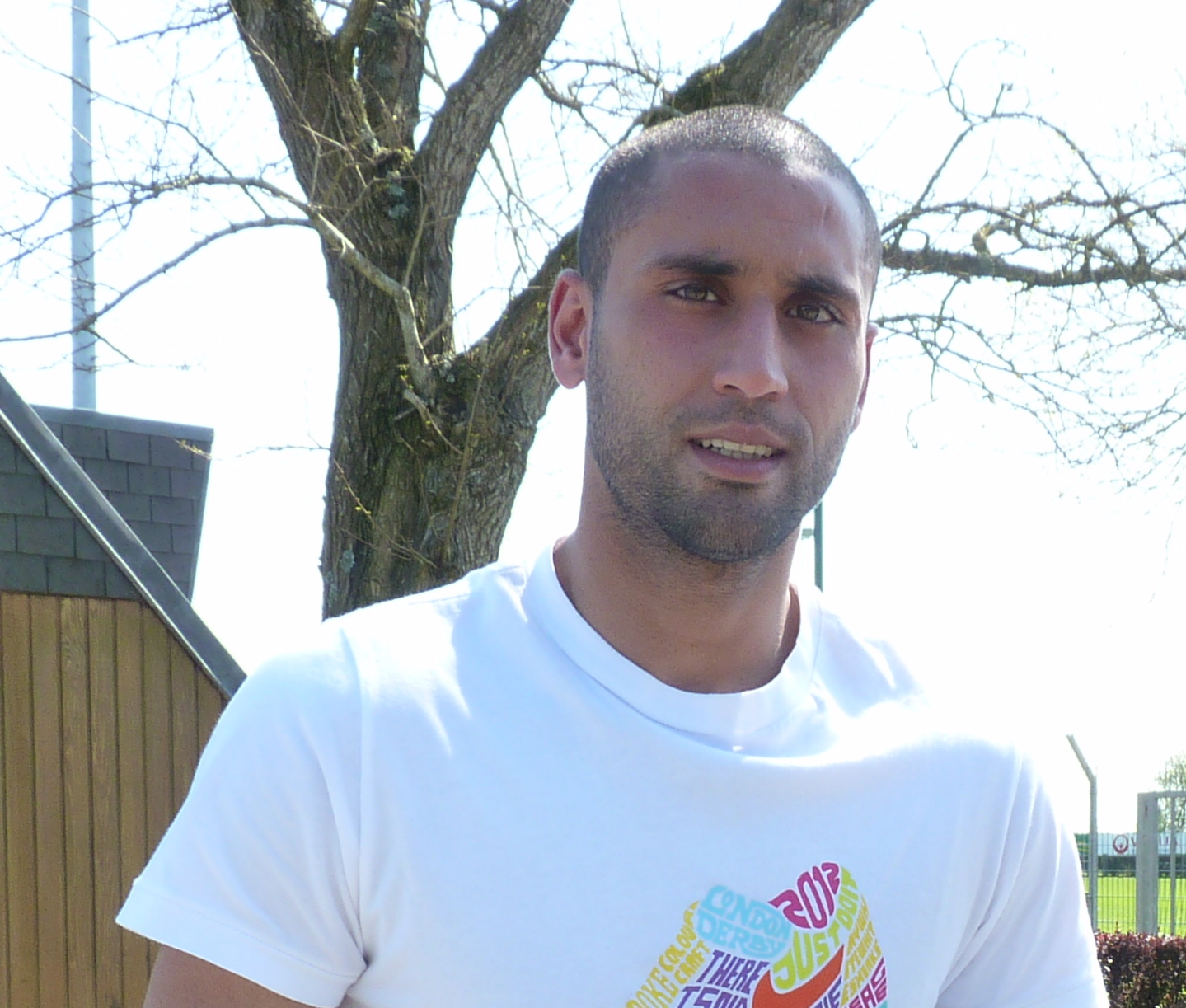
Après être passé par Blois, Ahmed Kantari rejoint le centre de formation du PSG.

En 1958, Philippe Gondet signe sa première licence de football dans le club de sa ville natale en tant que cadet 2e année. Il est repéré par l'entraîneur Louis Gabrillargues qui le fait jouer en CFA à partir de janvier 1959. Il est tout de suite repéré par le Stade français avec d'intégrer le FC Nantes, dont il devient le meilleur buteur de l'histoire, puis l'équipe de France.
Au milieu des années 1960, deux joueurs issus des équipes jeunes du club intègrent l'équipe première et y effectueront toute leur carrière : Jacques Menoury et Jean-Claude Peigné. Ils connaissent les dernières années en CFA ainsi que la seconde division. Dans les années 1970, Daniel Xavier joue sous le maillot de l'AAJB, club de sa ville natale. Il part à quinze ans, finir sa formation au FC Nantes avant de connaître une carrière professionnelle honorable.
Arrivé de son Togo natal, Kuami Agboh fait de Blois son premier club français à la fin des années 1980. En 1992, il intègre l'AJ Auxerre et tout de suite l'équipe de France des moins de 16 ans avant de remporter l'Euro des moins de 18 ans 1996. En équipe jeunes, le club connaît une génération 1985 de qualité avec deux éléments passés professionnels : Ahmed Kantari et Issa Cissokho. Ils prennent ensuite des parcours différents avant leur majorité. Juste après eux, Aly Cissokho, petit frère d'Issa, perce à son tour et jouera plus tard fréquemment en Coupe d'Europe.

## Autres équipes

### Équipe réserve
Le premier fait d'arme de l'équipe réserve de l'AAJB est le succès en Coupe de Touraine au début des années 1930.
Une saison avant que l'équipe fanion n'obtienne sa promotion dans l'élite amateur français de l'époque, l'équipe réserve de l'AAJB remporte le championnat de première division du Loir-et-Cher en 1954-1955. Après deux saisons en Promotion d'honneur (PH) de la Ligue du Centre, elle remporte sa poule et accède à l'élite régional où était le groupe première deux ans auparavant.
L'équipe B du club se maintient en Division d'honneur durant plus de vingt saisons (1957 à 1980) outre la saison 1967-1968 passée en PH. Les saisons sont généralement compliquées avec une place finale dans la seconde moitié de classement. À noter cependant les saisons 1961-1962 et 1974-1975 terminées à la seconde place ainsi que celle 1964-1965 en 4e position. En 1961, l'équipe C est promue en PH, portant à trois le nombre d'équipes de l'AAJB au niveau régional et national.
Dans les années 1980, l'équipe se maintient probablement en PH avec une remontée en DH en 1984 pour une seule saison terminée à la onzième position sur douze.
Par la suite, l'équipe redescend dans les basses divisions régionales voire départementales jusqu'à la fusion et la disparition de l'AAJB.

### Équipe féminines
L'équipe féminine de l'AAJB évolue en première division de 1981-1982 puis en Division 2 de 1982 à 1984 avant d'être relégué pour raisons administratives et financières.

### Section jeunes
Dès 1933, l'équipe juniors remporte le championnat de la Ligue du Centre et réédite cette performance en 1937.
En 1952-1953, le groupe juniors obtient le titre de champion du Centre devant La Berrichonne de Châteauroux.
Dans les années 1960, les juniors, alors souvent malheureux en Coupe Gambardella et amoindris pour les besoins des équipes supérieures, se classent toujours parmi les meilleurs de la Ligue du Centre. Les cadets et minimes sont presque chaque année champions départementaux.
Lors de la saison 1969-1970, l’effectif total du club dépasse les 200 licenciés et comprend, en plus des quatre équipes de seniors, une de juniors, deux de cadets, deux de minimes et cinq formations de pupilles. Ancien joueur du club en CFA, Alain Charlot est le responsable de tous ces jeunes.

### Autres sports
Fondée en 1912, l’Association Amicale de la Jeunesse blésoise est souvent présentée comme le premier club omnisports de la région Centre-Val de Loire. En 2012, l’association compte plus de 3 000 licenciés. L'AAJB compte bon nombre de sections durant son histoire, fondées à différentes époques : rugby et football (1912), athlétisme (1918), cyclisme (1919), théâtre (1924), tennis (1930), boules lyonnaises (1933), pétanque (1934), tennis de table (1939), basket-ball (1945), tir aux pigeons (1953-1970), natation (1965), volley-ball, vol libre (1970), ULM (1973), haltérophilie (1983), hockey sur gazon, plongée et triathlon (1987), twirling bâton (1987), base-ball (1992), gymnastique rythmique (1995), water-polo (1995), échecs (2001).
En 2012, dix sections sont encore actives : Athlétisme, Boules lyonnaises, Cyclisme, Échecs, Gymnastique rythmique, Haltérophilie-musculation, Natation, Plongée et nage avec palme, Tennis et Volley-ball.

## L'AAJ Blois dans la culture populaire

### Rivalités et adversaires locaux
Dès ses premières années, l'AAJ Blois football est opposée à l'Athlétique. Les deux clubs ont leur terrain de chaque côté de la même rue menant à la ville de Saint-Gervais-la-Forêt. Dans la fin des années 1910, il y a sept clubs de football à Blois.
| \| US Vendôme US Mer SO Romorantin LB Châteauroux FC Tours VS Chartres Amicale de Lucé AS Orléans FC Bourges Amboise AS Gien US Joué Blois \| Localisation des principaux rivaux de l'AAJB | Au niveau départemental, l'AAJB côtoie les quelques clubs du Loir-et-Cher perçant au niveau national. Dans les années 1950, après être montée en CFA, elle y croise l'US Vendôme dans le groupe Ouest qui la devance seulement en 1956-1957 avant de terminer premier relégable en 1957-1958 et 1962-1963, peu devant Blois. Entre 1984 et 1986, elle affronte l'US Mer en Division 4. La première saison, l'USM termine largement devant dans le groupe E (5e contre 11e pour le club blésois) tandis que la suivante voit Mer être reléguée avec un point de retard sur l'AAJ (10e contre 13e). Durant ses quatre dernières saisons au niveau national (1991-1995), Blois affronte le SO Romorantin en D4 puis Nationale 3. Chaque année, le SOR termine devant l'AAJ jusqu'à la saison 1994-1995 où Blois est relégué et Romorantin promu. Lors de cette dernière saison en N3, Blois croise aussi l'AS Salbris fraîchement promue. À la mise en place du Championnat de Touraine, première compétition régionale, l'AAJB est opposé à trois clubs de Tours, trois d'Orléans, Chartres et Bourges. Lors de ses premières années en CFA, en plus de l'US Vendôme, Blois croise l'Arago Orléans et la Berrichonne de Châteauroux, se classant toujours second ou troisième club dans la hiérarchie régionale. Le VS Chartres puis le FC Tours viennent ensuite se mêler à la lutte pour la suprématie en région Centre. Dans les années 1960, les voisins de l'AC Amboise et de l'AS Gien font partie de la même poule qu'eux. En 1964-1965, se classant second ex æquo de la poule Ouest de CFA, Blois est le meilleur club de la Ligue du Centre dont il est le club le mieux classé en division nationale. Lors des dernières années dans l'élite amateur, le FC Bourges et l'Amicale de Lucé croisent l'AAJB. De 1968 à 1971, trustant les meilleurs places en CFA puis montant en Division 2, le club blésois domine, à nouveau et pour la dernière fois après la saison 1972-1973, le football centriste. En D2, Blois affronte encore des associations comme Châteauroux, Bourges, Tours, Orléans et Lucé. Redescendu en D3, il n'affronte ensuite que les équipes réserves de certains de ces mêmes clubs. En Division 4, l'US Joué-Lès-Tours est un adversaire rencontré chaque saison. |
| US Vendôme US Mer SO Romorantin LB Châteauroux FC Tours VS Chartres Amicale de Lucé AS Orléans FC Bourges Amboise AS Gien US Joué Blois                                                    | |

### Affluences
Les premières affluences connues de l'AAJ Blois montrent que, durant les années 1960, 1 000 à 2 000 spectateurs viennent assister aux matchs en CFA. Dans les années 1970, avec la montée en deuxième division, le nombre de personnes dans les gradins à chaque représentation monte à 3 000 la première saison avant de s’essouffler et de tomber à 2 000 les quatre exercices suivants. Seulement un millier de personnes vient voir les rencontres une fois redescendu en CFA les deux premières saisons, avant de frôler le double la troisième saison, celle de la remontée en D2. Au second échelon, 2 500 spectateurs reviennent au stade sauf l'année de la relégation.